# Mirosław Dworniczak
Mirosław Dworniczak (ur. 18 kwietnia 1956 w Poznaniu) – polski dziennikarz naukowy, doktor nauk chemicznych (1987), absolwent Uniwersytetu im. Adama Mickiewicza w Poznaniu.

## Życiorys
Absolwent I Liceum im. Tadeusza Kościuszki w Koninie, czterokrotny finalista olimpiad chemicznych. Po ukończeniu studiów chemicznych na Wydziale Matematyki, Fizyki i Chemii UAM (1974-1979) pracował w latach 1979-2003 na Wydziale Chemii Uniwersytetu im. Adama Mickiewicza w Poznaniu specjalizując się w fizykochemii organicznej; na początku lat 80. odbył służbę w wojskach chemicznych, zaś w latach 1988-1989 – staż naukowy na Dalhousie University (Halifax, Kanada). Od połowy lat 90. XX w. pracuje jako dziennikarz-freelancer zajmując się popularyzacją nauki oraz tłumaczeniami. Współpracował z Magazynem Internet, PC World, Gazetą Wyborczą, Portalem Wiedzy Onet.pl, Młodym Technikiem. Obecnie stały współpracownik miesięcznika Wiedza i Życie, publikuje też okazjonalnie w dziale nauki Tygodnika Powszechnego oraz Gościa Niedzielnego. Inicjator (2022) i współautor bloga popularyzującego naukę - Eksperyment Myślowy
Od 2008 roku popularyzuje rzucanie palenia tytoniu przy użyciu e-papierosa. Jest autorem pierwszego na świecie poradnika dla użytkowników elektronicznych inhalatorów nikotyny (EIN), prowadzi także blogi poświęcone głównie kwestiom bezpieczeństwa użytkowania e-papierosów. Od 2014 członek komitetu programowego dorocznej konferencji Global Forum on Nicotine, a w latach 2016-2017 także Steering Group INNCO (International Network of Nicotine Consumer Organisations). Laureat nagrody INNCO Global Award for Outstanding Advocacy (2017)

## Publikacje
- Materiały do ćwiczeń z chemii ogólnej i analitycznej dla studentów I roku chemii środowiska / oprac. Grzegorz Schroeder, Mirosław Dworniczak ; Uniwersytet im. A. Mickiewicza w Poznaniu. Wydział Chemii, Zakład Chemii Ogólnej (Poznań 1992, II wyd. 1996)[7]
- Mirosław Dworniczak: W imieniu rozchmurzonych. W: Alkohol i papierosy. Przemysł, państwo, polityki publiczne. Wyd 1. Kraków: Instytut Łukasiewicza, 2016, s. 211-224 ISBN 978-83-942750-1-3
- E-papieros: poradnik dla początkujących - Mirosław Dworniczak; Poznań, Konin 2009 ISBN 978-83-62297-00-9
- Mirosław Dworniczak: E-papierosy - wyzwanie dla nauki, technologii i prawa. W: E-papierosy w perspektywie prawa publicznego. Wyd. 1. Lublin: Think Tank Nauk Administracyjnych, 2017, s. 6-16. ISBN 978-83-60948-18-7
- Mirosław Dworniczak. Redukcja szkód spowodowanych paleniem tytoniu – czas na działania oddolne. „Medycyna Rodzinna”. 3 (2018), s. 292-301, 2018. Warszawa: Borgis. ISSN 1731-2523.